# 輪違屋

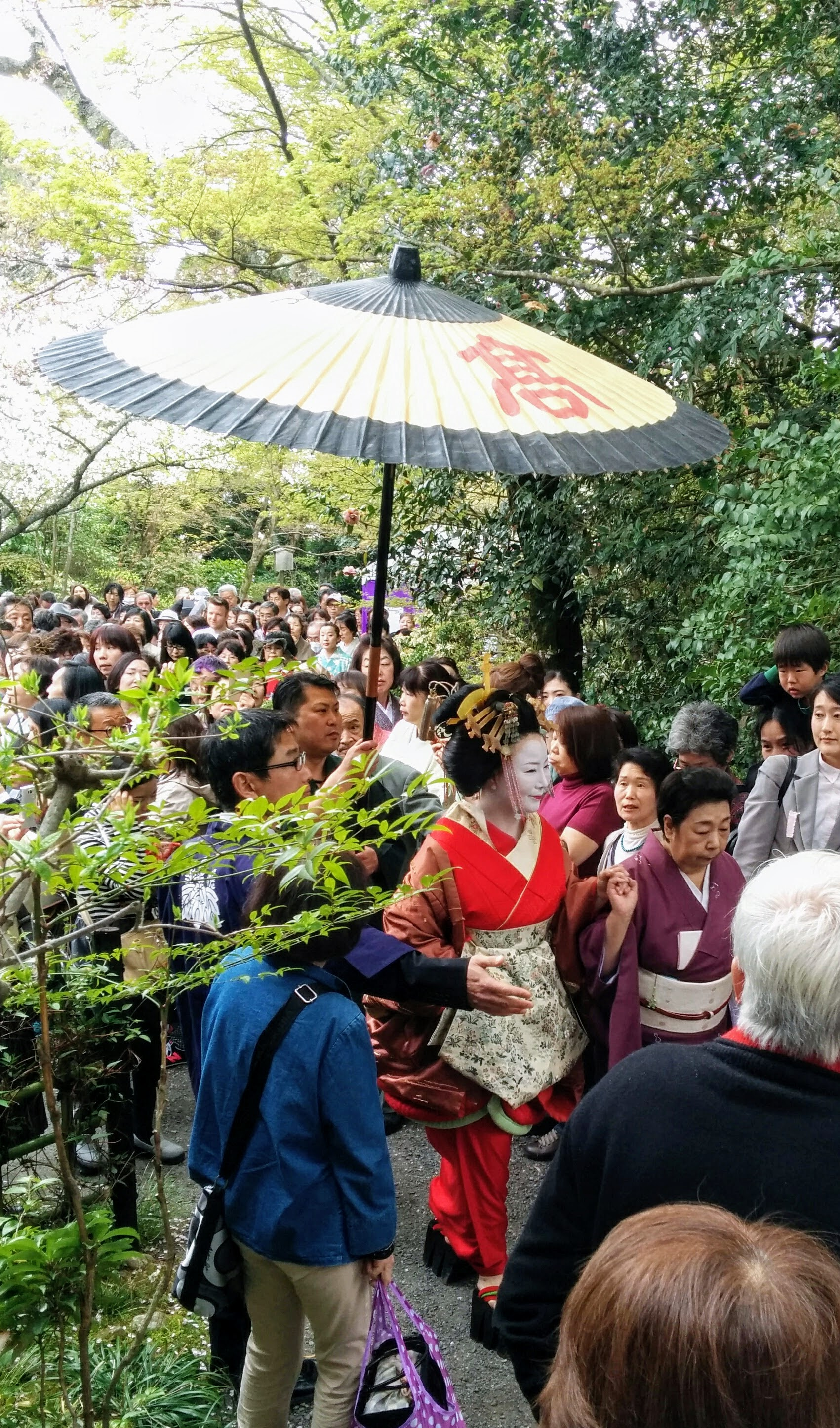
如月太夫（輪違屋所属）

輪違紋

輪違屋（わちがいや）は、京都府京都市下京区の花街、島原の置屋兼お茶屋である。現在も営業を続けている。
創業は元禄元年（1688年）、置屋として始まる。置屋として創業当時の名は「養花楼」。お茶屋兼業は明治5年（1872年）より。現在の建物は安政4年（1857年）に再建されたものであり、明治4年（1871年）にほぼ現在の姿となった。
かつては芸妓等も抱えていたが、現在は太夫のみを抱え、太夫の教育の場であり、また、宴席の場として営まれている。表に「観覧謝絶」の札がある（いわゆる「一見さんおことわり」の店である）。
建物は昭和59年（1984年）に京都市指定有形文化財（建造物）に指定された。太夫道中に使われる傘を襖に貼り込んだ「傘の間」、本物の紅葉を使って型取りしたうえに彩色した壁が使われた「紅葉の間」が特徴的である。いずれももともとは当主の部屋であった。傘の間の傘には「高」（正確には髙島屋のマークの「高」の字体と同じ）の文字が入っているがこれは当主の姓が「高橋」だったということに由来する。
1階には近藤勇書の屏風が、2階には桂小五郎書の掛軸がある。
浅田次郎小説およびテレビドラマの『輪違屋糸里』で有名だが、糸里が輪違屋にいた との記録は輪違屋側にはない。
「維新の名花」といわれた「桜木太夫」を抱えていたのはここである（糸里が「桜木太夫」となる小説・ドラマでのエピソードはフィクション）。
2022年11月、修復のため京都市文化財保護課と共にクラウドファンディングを開始。12月に成立。

## 文献
- 石原哲男『京・嶋原太夫』京都書院、1991年
- 高橋利樹『京の花街「輪違屋（わちがいや）」物語』（PHP新書）、PHP研究所、2007年8月、ISBN 4569693784
- 京都府文化財保護基金／編『京都の明治文化財 第1編　改訂版　建築.庭園.史跡』京都府文化財保護基金、1974年
- 京都市文化観光局文化部文化財保護課『京都市の文化財 建築物・文化財環境保全地区 京都市指定・登録文化財集』京都市文化観光局、1992年